# Округ Семинол (Оклахома)
Округ Семинол (енгл. Seminole County) је округ у америчкој савезној држави Оклахома.

## Демографија
По попису из 2010. године број становника је 25.482, што је 588 (2,4%) становника више него 2000. године.
| Група             | 2000.          | 2010.          |
| Белци             | 17.401 (69,9%) | 17.133 (67,2%) |
| Афроамериканци    | 1.391 (5,6%)   | 1.167 (4,6%)   |
| Азијати           | 54 (0,2%)      | 68 (0,3%)      |
| Хиспаноамериканци | 552 (2,2%)     | 903 (3,5%)     |
| Укупно            | 24.894         | 25.482         |